# 上喜撰
上喜撰（じょうきせん）とは、緑茶の種別銘柄（ジャンルのブランド名）。宇治の高級茶。本来の銘柄名は喜撰で、その上等なものを上喜撰（あるいは正喜撰）と呼んだ。
喜撰は六歌仙の一人、歌人の喜撰法師の詠んだ「わが庵は都の辰巳しかぞ住む世を宇治山と人はいふなり」という歌に由来する。

## エピソード
嘉永6年 1853年、マシュー・ペリーによる浦賀への黒船来航（蒸気船）とかけた狂歌「泰平の眠りを覚ます上喜撰 たつた四杯で夜も寝られず」で有名。幕府の狼狽ぶりを皮肉った（作者は間部詮勝（松堂）であるとする説がある）。 